# マクロミル (ネットサービス)
マクロミルは株式会社マクロミルが運営するウェブサービス。登録するとアンケートが送信され回答によりポイントが発行される、いわゆるアンケート副業と呼ばれるサービス。アンケートはマーケティング目的で顧客から発注された事前アンケート・本アンケートのほか、提携するサービスから転送されるパートナーアンケートもある。サービスはウェブサイトとアプリで展開する。会員数は300万人。

## ポイント
マクロミルのポイントは1ポイント1円相当で、交換対象は景品、銀行、Amazonギフト券と各種ポイントサービスである。

### 銀行
交換対象の銀行には下記のものがある。
- 楽天銀行
- ジャパンネット銀行
- ゆうちょ銀行
- 三菱UFJ銀行
- みずほ銀行
- 三井住友銀行

### Amazon
Amazonギフト券とも交換できる

### ポイントサービス
交換対象のポイントサービスには下記のものがある。
- Tポイント
- Gポイント
- PeXポイント